# Distretto di Dailekh
Il distretto di Dailekh è un distretto del Nepal, in seguito alla riforma costituzionale del 2015 fa parte della provincia Karnali Pradesh. 
Il capoluogo è Dailekh.
Geograficamente il distretto appartiene alla zona collinare delle Mahabharat Lekh.

## Municipalità
Il distretto è diviso in 11 municipalità, quattro urbane e sette rurali:
- Narayan (Nepal)
- Dullu
- Aathbis
- Chamunda Bindrasaini
- Thantikandh
- Bhairabi
- Mahabu
- Naumule
- Dungeshwar
- Gurans
- Bhagawatimai